# Gonzalo Fernández Castaño
Gonzalo Fernández Castaño (* 13. Oktober 1980 in Madrid) ist ein spanischer Profigolfer der European Tour.

## Karriere
Er gewann 2003 die spanische Amateurmeisterschaft, wurde 2004 Berufsgolfer und qualifizierte sich im Herbst über die Tour School für die European Tour. In seiner ersten Saison gewann Fernández Castaño die KLM Open und wurde am Ende der Spielzeit mit dem Sir Henry Cotton Rookie of the Year Award für den besten Neuling ausgezeichnet. Im Jahr 2006 siegte er bei der BMW Asian Open, einem Event, das auch zur Asian Tour zählt.
Sein Idol Seve Ballesteros hat Fernández Castaño insofern übertroffen, als er sich schon bei seinem 16. Antreten den ersten Tour-Titel holte, während Seve dafür 27 Versuche benötigte. Nach eigener Aussage ist er bestrebt, das Niveau der spanischen Golfgrößen Ballesteros, José Maria Olazábal und Sergio García zu erreichen.

## European Tour Siege (7)
- 2005 The KLM Open
- 2006 BMW Asian Open
- 2007 Telecom Italia Open
- 2008 Quinn Insurance British Masters
- 2011 Barclays Singapore Open
- 2012 BMW Italian Open
- 2013 BMW Masters

## Andere Siege (1)
- 2006 Madrid Federation Championship (Peugeot Tour, Spanien)

## Teilnahme an Mannschaftsbewerben
- World Cup: 2006, 2009
- Seve Trophy (für Kontinentaleuropa): 2007, 2009, 2013 (Sieger)
- EurAsia Cup (für Europa): 2014 (remis)

## Resultate bei Major Championships
| Turnier           | 2006 | 2007 | 2008 | 2009 | 2010 | 2011 | 2012 | 2013 | 2014 |
| ----------------- | ---- | ---- | ---- | ---- | ---- | ---- | ---- | ---- | ---- |
| Masters           | DNP  | DNP  | DNP  | DNP  | DNP  | DNP  | 61   | T20  | T26  |
| US Open           | DNP  | DNP  | DNP  | CUT  | DNP  | DNP  | CUT  | T10  | CUT  |
| Open Championship | T48  | DNP  | DNP  | T47  | CUT  | DNP  | T54  | T54  | CUT  |
| PGA Championship  | CUT  | DNP  | DNP  | T32  | T33  | DNP  | T62  | CUT  | T59  |

DNP = nicht teilgenommen

CUT = Cut nicht geschafft

„T“ geteilte Platzierung

Grüner Hintergrund für Siege

Gelber Hintergrund für Top 10